# Isabel de Castro
Isabel de Castro (eigentlich Isabel Maria Bastos Osório de Castro e Oliveira, * 1. August 1931 in Lissabon; † 23. November 2005 in Borba) war eine portugiesische Schauspielerin.

## Leben
De Castro spielte bereits als Teenager in Filmen und war, ab den 1990er Jahren verstärkt für das Fernsehen, bis zu ihrem Tod aktiv. Auch auf der Bühne, so am Estúdio do Salitre, war die mehrfach ausgezeichnete Schauspielerin zu sehen. Ihre Karriere begann 1946 in der musikalischen Komödie Ladrão, precisa-se!…, worauf zahlreiche Engagements auch für spanische Filme, vor allem in den 1950er und 1990er Jahren, folgten. Für Antonio Momplet und Ignacio F. Iquino drehte sie Brigada criminal (1950), El sistema Pelegrín (1952) und La danza del corazón aus demselben Jahr neben Tony Leblanc. Insgesamt sechs Jahre verbrachte sie in Spanien; zurück in der Heimat ging sie u. a. an das Teatro da Trindade und das Teatro Avenida. Ein großer Erfolg war ihre Rolle im Stück „A cozinha“.
De Castro gehörte zu den immer wiederkehrenden Darstellerinnen des portugiesischen Films und arbeitete mit nahezu allen wichtigen Regisseuren zusammen.

## Filmografie (Auswahl)
- 1946: Ladrão, Precisa-se!…
- 1953: La montaña sin ley
- 1955: El Cerco – Verrucht und verdammt (El cerco)
- 1974: Schöne Sitten (Brandos costumes)
- 1979: Der Graf von Monte Christo
- 1981: Francisca
- 1983: Ohne Schatten von Sünde (Sem Sombra de Pecado)
- 1985: Ein portugiesischer Abschied (Um adeus portugues)
- 1987: Der Morgen des Mißtrauens (Uma pedra no bolso)
- 1988: Harte Zeiten für unsere Zeiten (Tempos dificeis, este tempo)
- 1989: Das Blut (O sangue)
- 1993: Hier auf Erden (Aqui na terra)
- 1993: Am Ufer des Flusses (Vale Abraão)
- 1997: Reise an den Anfang der Welt (Viagem ao principio do mundo)
- 1998: Tráfico
- 2002: Aparelho Voador a Baixa Altitude
- 2003: Sem Ela
- 2004: A casa esquecida (Kurzfilm)